# А-76

Відколювання А-76 і розмір острова Майорка для порівняння.

A-76 — айсберг, який відколовся від шельфового льодовика Філхнера-Ронна в Антарктиді, у середині травня 2021 року був найбільшим у світі плавучим айсбергом, а потім розпався на три частини.
Новий айсберг відокремився від західної сторони шельфового льодовика Філхнера-Ронна. Під дією течії та вітрів айсберг проплив через море Ведделла і до 2023 року досяг південної Атлантики поблизу Південної Джорджії. Айсберг мав довжину 170 км і ширину 25 км, за формою був схожий на «гігантську прасувальну дошку» і мав розмір приблизно з Корнуолл.

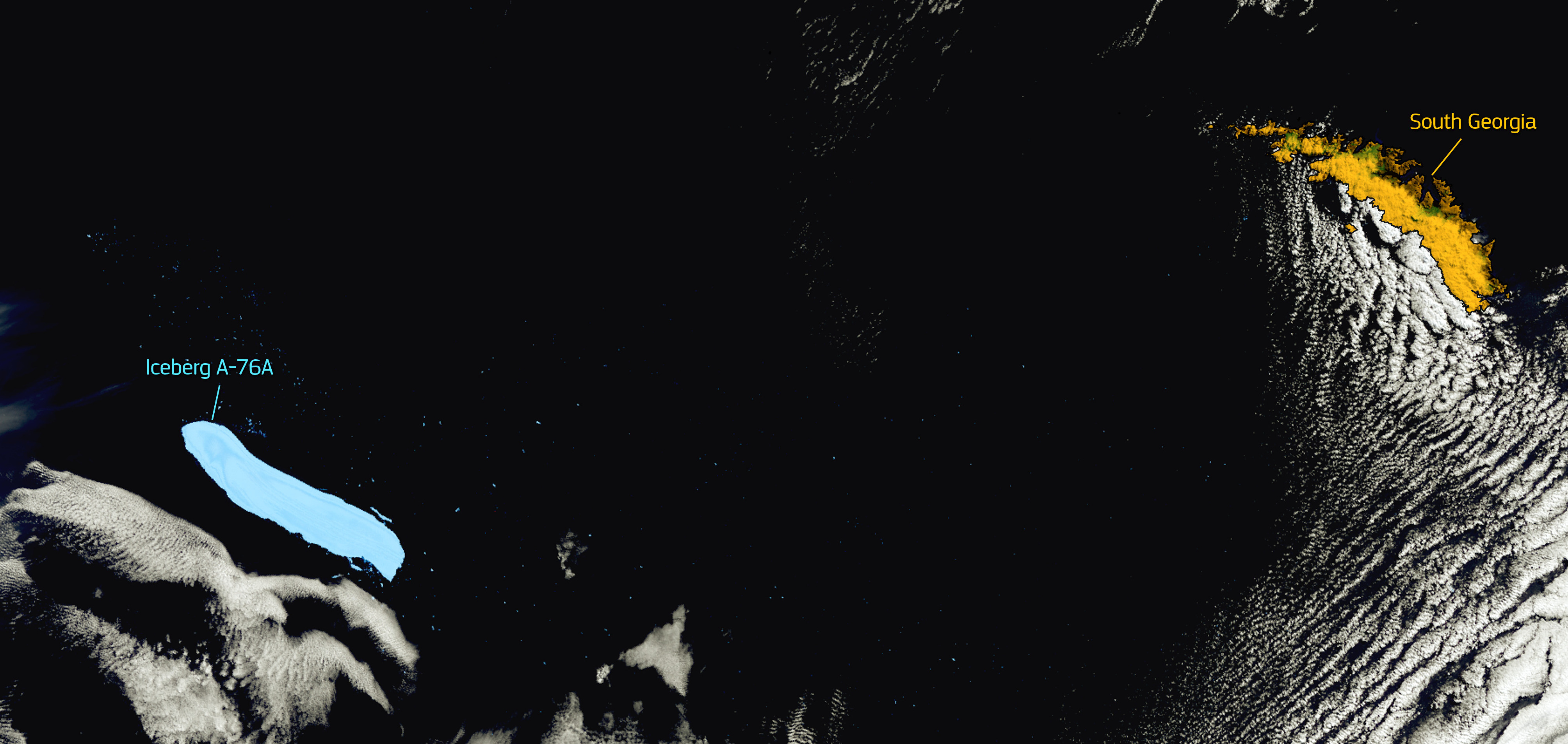
Айсберг А-76а в березні 2023 року.

Новий айсберг у травні 2021 року вперше помітив Кіт Макінсон, полярний океанограф Британської антарктичної служби.
На 148-й день айсберг складався з трьох фрагментів, A-76a, A-76b і A-76c.